# Micene
Micene (en grec antic: Μυκήνη), va ser, segons la mitologia grega, una filla del déu fluvial Ínac i de la nimfa Mèlia, explica Pausànias, i afegeix que així ho diu el poema que els grecs anomenen Megale Eoie.
Es va casar amb Arèstor, fill de Forbant, rei d'Argos. Un escoli a l'Odissea diu que Arèstor i Micene van ser els pares de l'heroi Argos Panopta, com també confirma un fragment del poema èpic Nostoi o Retorns.
A l'Odissea es compara a Penèlope amb algunes dones cèlebres de la mitologia, entre elles «Alcmena, Tiro o Micene, la ben coronada». Els lacedemonis diuen que ella, i no Miceneu, és l'epònima de la ciutat de Micenes. Pausanias diu que la ciutat també podria portar aquest nom per Perseu, perquè la virolla de l'espasa li va caure allà, i va pensar que això era una indicació per fundar una ciutat. Però μύκης ('mikes') també significa bolet a més de virolla, i Pausànias diu també que quan Perseu va tenir set, en va arrancar un de terra, d'on va sortir aigua. Per això dona a més aquestes dues explicacions pel nom de Micenes.